# Velký požár Smyrny

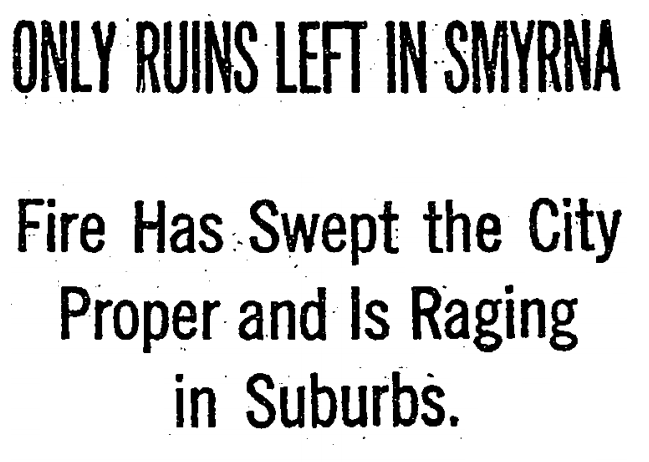
Titulek zprávy deníku The New York Times o požáru dne 17. září 1922

Velký požár Smyrny neboli Smyrenská pohroma (řecky: Καταστροφή της Σμύρνης, „Smyrenská pohroma“; turecky: 1922 İzmir Yangını, „Požár Izmiru roku 1922“; arménsky: Զմիւռնիոյ Մեծ Հրդեհ, Zmyuṙno Mets Hrdeh) v září 1922 zničil většinu přístavního města Smyrna (dnešní İzmir, Turecko). Očití svědkové uvedli, že požár začal 13. září 1922 a trval až do 22. září, kdy byl z velké části uhašen. Požár vypukl čtyři dny poté, co ozbrojené síly Turecka 9. září 1922 znovu získaly kontrolu nad městem, a v podstatě ukončil řecko-tureckou válku v poli, více než tři roky poté, co se řecká armáda 15. května 1919 vylodila ve Smyrně. Odhadovaný počet obětí požáru na straně řeckého a arménského obyvatelstva je 100 000 až 180 000 obyvatel.
Přibližně 80 000 až 400 000 řeckých a arménských uprchlíků bylo během útěku před ohněm namačkáno na nábřeží. Turecké vojsko je zde přinutilo zůstat téměř dva týdny za krutých podmínek. Před vypuknutím požáru začaly turecké oddíly a nepravidelné jednotky vraždit řecké a arménské obyvatele města a dopouštět se na nich zvěrstev. Mnoho žen bylo znásilněno. Desítky tisíc řeckých a arménských mužů (odhady se liší mezi 25 000 a nejméně 100 000) byly následně deportovány do vnitrozemí Anatolie, kde mnoho z nich za krutých podmínek zahynulo.
Následný požár zcela zničil ve Smyrně řeckou a arménskou čtvrť. Muslimská a židovská čtvrť byly této zkázy ušetřeny. Existují různé popisy a hlášení očitých svědků ohledně toho, kdo je za tento požár zodpovědný. Řada zdrojů a učenců jej připisuje tureckým vojákům, kteří zakládali požár v řeckých a arménských domech a živnostech. Tradiční turecké zdroje zastávají názor, že požár založili Řekové a Arméni, aby pošpinili pověst Turků. Svědectví západních očitých svědků byla otištěna v mnoha západních novinách.

## Historické pozadí
Poměr křesťanského obyvatelstva k muslimskému zůstává předmětem diskuze, ale až do září 1922 bylo město multikulturním a kosmopolitním centrem. Různé zdroje označují za většinovou populaci ve městě buď Řeky nebo Turky. Podle Katherine Elizabeth Flemmingové čítala v letech 1919–1922 řecká populace ve Smyrně 150 000 osob, a tvořila tak necelou polovinu obyvatel města, přičemž převyšovala turecké obyvatele v poměru dva ku jedné. Vedle Turků a Řeků zde byla dosti velká arménská, židovská a levantská komunita. Podle Trudyho Ringa jen samotná řecká populace před 1. světovou válkou čítala 130 000 osob z celkového obyvatelstva v počtu 250 000, a to mimo Armény a další křesťany.
Podle osmanského sčítání lidu z roku 1905 bylo ve městě Smyrna 100 356 muslimů, 73 636 pravoslavných křesťanů, 11 127 křesťanských Arménů a 25 854 jiných příslušníků. Aktualizované údaje z roku 1914 udávají 111 486 muslimů oproti 87 497 pravoslavným křesťanům.
Podle tehdejšího amerického velvyslance v Osmanské říši, Henryho Morgenthaua, byla více než polovina obyvatelstva ve Smyrně řeckého původu. Tehdejší americký generální konzul ve Smyrně, George Horton, napsal, že před vypuknutím požáru měla Smyrna 400 000 obyvatel, z nichž 165 000 bylo Turků, 150 000 Řeků, 25 000 Židů, 25 000 Arménů a 20 000 cizinců – z toho 10 000 bylo Italů, 3 000 Francouzů, 2 000 Britů a 300 Američanů. Většina Řeků a Arménů byli křesťané.
Podle různých vědců navíc před válkou žilo ve Smyrně více Řeků než v Athénách, hlavním městě Řecka. Osmané tehdejší éry označovali Smyrnu z důvodu početné řecké komunity a velké nemuslimské populace jako nevěřící Smyrnu (Gavur Izmir).

## Události

### Příchod turecké armády

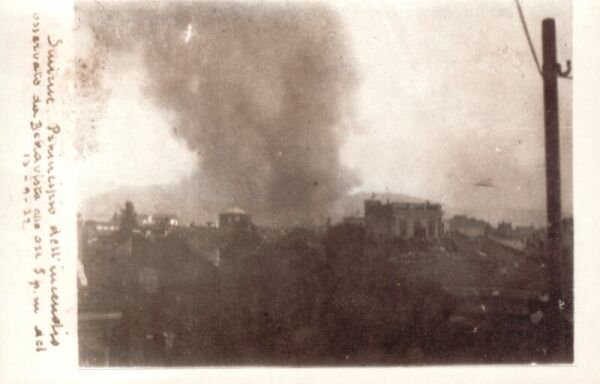
Začátek požáru při pohledu z Bella Visty. 13 září 1922

Jakmile v pátek večer 8. září opustily Smyrnu poslední řecké vojenské jednotky, zamířily následujícího rána do města ze severního konce přístaviště první předvoje vojska Mustafy Kemala, eskadra turecké kavalerie, které si zřídily hlavní štáb v hlavní vládní budově zvané Konak. Vojenského velení se nejprve ujal Mürsel Paša a poté Nureddin Paša, generál Turecké první armády. Turecká okupace města z počátku probíhala spořádaně. Ačkoli arménští a řečtí obyvatelé pohlíželi na vstup tureckých vojsk s obavami, usoudili, že přítomnost spojenecké flotily bude odrazovat od jakýchkoli násilností na křesťanské komunitě. Ráno 9. září kotvilo ve smyrenském přístavu celých 21 spojeneckých válečných plavidel, včetně britských bitevních lodí HMS Iron Duke (vlajková loď) a King George V, spolu s doprovodnými křižníky a torpédoborci pod velením admirála Osmonda Brocka, amerických torpédoborců USS Litchfield, Simpson a Lawrence (k nimž se později připojil i torpédoborec Edsall), tří francouzských křižníků a dvou torpédoborců pod velením admirála Dumesnila a po jednom italském křižníku a torpédoborci. Jako preventivní opatření byli námořníci a vojáci námořní pěchoty ze spojenecké flotily vysazeni na břeh, aby strážili své příslušné diplomatické opevněné objekty a instituce s přísným rozkazem zachování neutrality v případě vypuknutí násilností mezi Turky a křesťany.
9. září se pořádek a disciplína mezi tureckými vojáky začaly hroutit a ti si začali brát systematicky na mušku arménské obyvatele – začali rabovat jejich krámky, plenit jejich domovy, rozdělovat muže od žen, jež odváděli a sexuálně napadali. Řecký pravoslavný metropolita Chrysóstomos byl mučen a utahán k smrti davem rozvášněných Turků před zraky francouzských vojáků, jimž jejich velící důstojník zamezil v zásahu, což do velké míry schválil i admirál Dumensil. Lidé hledali útočiště, kde se dalo, včetně části Paradise, kde se nacházela americká čtvrť, nebo evropské čtvrti. Některým se podařilo uchýlit se do Amerického vysokoškolského ústavu a dalších institucí, navzdory velkému úsilí zabránit ve vniknutí dovnitř všem lidem hledajícím pomoc u Američanů a Evropanů, kteří dělali vše pro to, aby nenarušili nebo nepoškodili své vztahy s Tureckým národním hnutím. Jeden důstojník z nizozemského parníku Siantar, který v té době kotvil v městském přístavu, oznámil mimořádnou událost, o které se dozvěděl, kdy podle něj turečtí vojáci po vstupu do města zapálili velký hotel s řeckými hosty, naproti vchodu do hotelu umístili kulomet a jakmile se lidé pokoušeli uniknout z hořící budovy, zahájili palbu. Mimoto uvedl, že posádka měla zakázáno se po setmění vylodit na břeh, protože v ulicích města řádily zločinecké bandy a ve městě nebylo bezpečno.
Oběťmi masakrů páchaných tureckou armádou a nepravidelnými jednotkami se stávali i cizí státní příslušníci. 9. září byli tureckou kavalerií zabiti nizozemský obchodník Oscar de Jongh a jeho žena a v dalším incidentu byl ve svém domě ubit k smrti penzionovaný britský lékař, když se snažil zabránit znásilnění služebné.

### Plameny

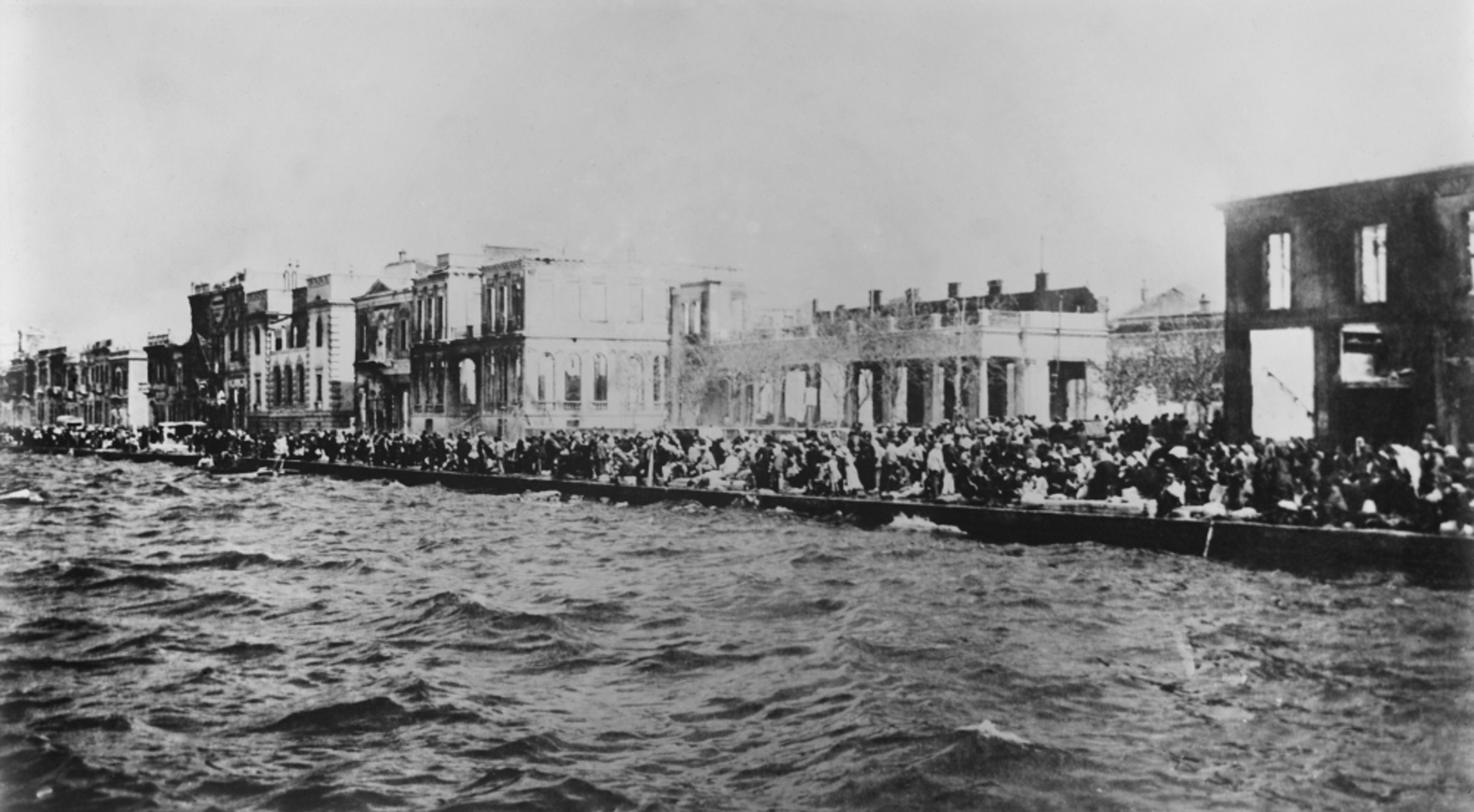
Budovy v plamenech a lidé snažící se uprchnout

První požár vypukl 13. září pozdě odpoledne, čtyři dny poté, co do města vstoupila turecká armáda. Hořet začalo v arménské městské čtvrti (dnešním izmirském obvodu Basmane) a oheň se rychle rozšířil kvůli větrnému počasí a skutečnosti, že nebyly podniknuty žádné kroky k jeho uhašení. Autor Giles Milton uvádí:
Jedním z prvních lidí, kteří si všimli vzplanutí ohně, byla slečna Minnie Millsová, ředitelka dívčího Amerického vysokoškolského ústavu. Právě dokončila oběd, když si všimla, že jedna ze sousedních budov je v plamenech. Vstala, aby lépe viděla, a to, co spatřila, ji šokovalo. „Na vlastní oči jsem viděla, jak jeden turecký důstojník vstoupil do domu s malými plechovkami petroleje nebo benzínu a o pár minut později byl celý dům v plamenech.“ Nebyla jediným člověkem v ústavu, který viděl propuknutí požáru. „Naši učitelé i studentky viděli Turky v regulérních vojenských uniformách a v několika případech i v důstojnických uniformách, jak vstupovali s dlouhými holemi na konci omotanými hadrem namáčeným do plechovky s nějakou kapalinou do domů, a ty pak začaly hořet.“

I jiní, jako například Claflin Davis z Amerického červeného kříže nebo Monsieur Joubert, ředitel smyrenské pobočky banky Crédit Foncier, byli svědky toho, jak Turci zapalovali budovy. Když se M. Joubert zeptal vojáků, co to dělají, „odpověděli lhostejně, že mají rozkaz zapálit a vyhodit do povětří všechny domy v této čtvrti.“ Městský hasičský sbor se ze všech sil snažil s ohněm bojovat, ale do středy 13. září hořelo tolik domů, že nebylo v jejich silách je uhasit. Dva hasiči ze sboru, Sgt. Tchorbadjis a Emmanuel Katsaros, později před soudem vypověděli, že byli svědky toho, jak turečtí vojáci zapalovali domy. Když si Katsaros stěžoval, jeden z nich k tomu poznamenal: „Vy máte své rozkazy... a my máme zase ty své. Toto je majetek Arménů. Naše rozkazy zní zapálit jej.“ Šířící se oheň způsobil, že lidé začali prchat směrem k přístavnímu molu, které se táhne od západního konce města k severnímu výběžku, známému jako Špice (angl. Point). Kapitán Arthur Japy Hepburn, náčelník štábu americké eskadry loďstva, popsal paniku na mole:
Když jsem se vracel na ulici, spatřil jsem právě začínající úprk lidí před ohněm. Všichni prchající lidé, kteří byli do té doby rozptýleni v ulicích nebo nacpáni v kostelech a jiných institucích, se pohybovali směrem k nábřeží. Tento proud lidí se plynule zvětšoval s přílivem lidí, kteří opouštěli své domovy v cestě postupujícího ohně... už se setmělo. Na mole se již tísnily desítky tisíc vyděšených uprchlíků, kteří bezcílně bloumali mezi celním úřadem a mysem a stálý proud nových příchozích pokračoval, až se zdálo, že celé nábřeží je jedna pevná masa lidí a zavazadel všech možných druhů.

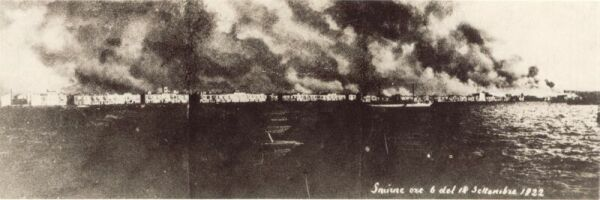
Panoramatický pohled na požár města Smyrna.

Žár ohně byl tak intenzivní, že Hepburn měl strach, že uprchlíci na jeho následky zahynou. Situaci uprchlíků na mole ráno 14. září popsal britský poručík A. S. Merrill, který byl přesvědčen, že oheň založili Turci, aby udrželi Řeky ve stavu hrůzy a usnadnili tak jejich odchod:
Po celé ráno byl vidět žár a plameny hořící Smyrny. My jsme dorazili asi hodinu před svítáním a vyjevila se nám nepopsatelná scéna. Celé město bylo v plamenech a přístav byl ozářený jako za denního světla. Tisíce uprchlíků bez domova se na rozpáleném mole tlačily tam a zase zpět – zasaženi panikou až k šílenství. Srdcervoucí řev žen a dětí nám rval uši. Lidé se ve stavu šílenství vrhali do vody a někteří doplavali až k lodím. Pokusy přistavit loď ke břehu však končily katastroficky. Několik lodí se o to pokusilo, ale pod šíleným návalem řvoucího davu od toho musely okamžitě upustit... Davy na mole před ohněm byly tak husté a tak zoufale se snažily natěsnat se co nejblíže ke kotvišti válečných lodí, že masy v dusivém středu se neměly kam hnout, než do moře. Naštěstí vál mořský vánek a zeď mola se díky tomu nerozpálila tak, aby tyto nešťastníky upekla zaživa. Musel to však být příšerný žár, když byl cítit až v lodi vzdálené 200 metrů od břehu. Aby byl zmatek ještě větší, vzňaly se rance patřící uprchlíkům – sestávající povětšinou z koberců a oblečení – a vytvořily řetězec vater v délce celé ulice.

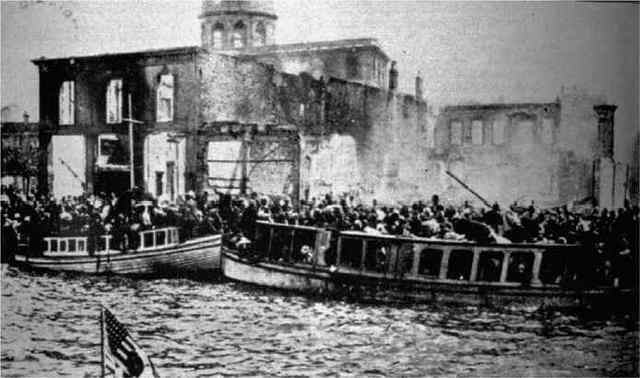
Přeplněné lodě s uprchlíky prchajícími před ohněm. Fotografie byla pořízena při spuštění americké válečné lodě na vodu.

Turecké vojenské oddíly vytvořily podél mola kordon, aby obestoupily Armény a Řeky uvnitř zóny požáru a zabránili jim v útěku. Hlášení očitých svědků popisují uprchlíky, kteří se v panice vrhali do vody, aby unikli plamenům, jejichž křik naplněný hrůzou bylo slyšet až na míle daleko. Během 15. září oheň poněkud utichl, ale sporadické násilnosti ze strany Turků namířené proti řeckým a arménským uprchlíkům udržovaly tlak vyvíjený na řecké a západní námořnictvo, aby tyto uprchlíky co nejrychleji odvezlo. Oheň byl zcela uhašen až 22. září a 24. září vpluly do přístavu první řecké lodě – součást flotily zorganizované a zrekvírované americkým filantropem Asou Jenningsem – aby odvezly pasažéry, z iniciativy kapitána Hepburna, který získal povolení a spolupráci od tureckých úřadů, a britského admirála, který velel torpédoborcům v přístavu.

### Následky

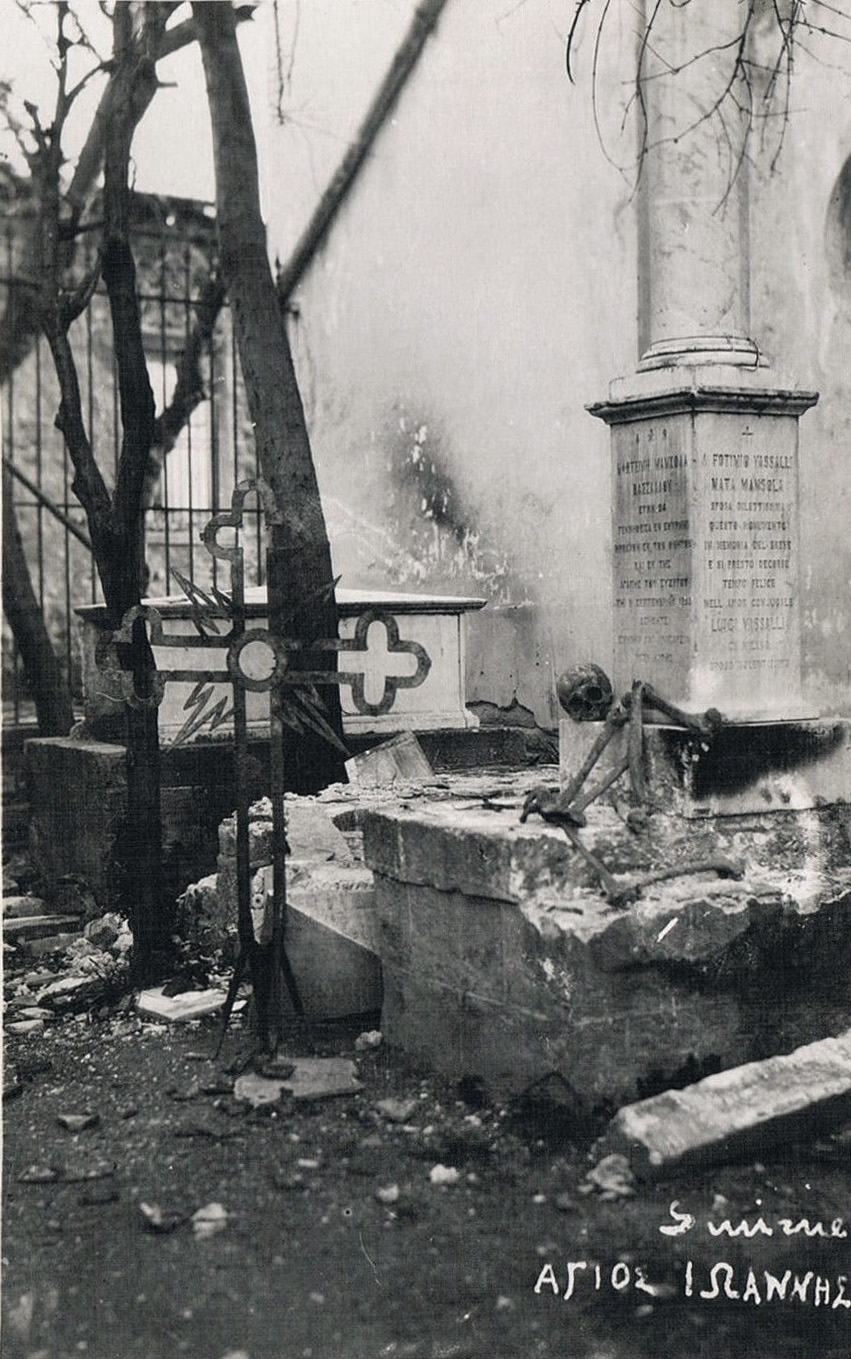
Znesvěcené hroby na řeckém hřbitově sv. Jana

Pokusy zorganizovat pomoc přicházely ze strany amerických funkcionářů organizací YMCA a YWCA, kteří byli tureckými vojáky údajně oloupeni a později zastřeleni. Turecké oddíly a nepravidelné jednotky řecké uprchlíky na mole opakovaně okrádaly, některé z nich bily a jiné, kteří se postavili na odpor, zatýkaly. Ačkoli se objevilo několik zpráv o slušných tureckých vojácích, kteří pomáhali ženám a snažili se mezi uprchlíky udržovat pořádek, byly silně zastíněny zprávami popisujícími zbytečnou krutost, neustálé loupení a násilnosti.
Americké a britské pokusy chránit Řeky před Turky nepřinesly nic dobrého a oheň si vybíral svou hroznou daň. Někteří frustrovaní a vyděšení Řekové si sami sáhli na život – vrhli se do vody s rancem na zádech, děti byly podupány a mnozí starší lidé ztratili vědomí a zemřeli. Mezi obyvateli města těžce trpěli i Arméni, podle kapitána Hepburna „byl každý tělesně zdatný arménský muž chycen a zabit, ať už se nacházel kdekoliv. Tohoto honu se účastnili i chlapci ve věku 12 až 15 let“.
Požár zcela zničil řeckou, arménskou a levantskou čtvrť města. Přestály ho pouze turecká a židovská čtvrť. Smyrna – prosperující přístav a jeden z komerčně nejaktivnějších přístavů tohoto regionu – byla spálena do základů. Nějakých 150 000 až 200 000 řeckých uprchlíků bylo evakuováno, zatímco přibližně 30 000 tělesně zdatných řeckých a arménských mužů bylo deportováno do vnitrozemí, kde mnozí z nich v drsných podmínkách zemřeli nebo byli cestou popraveni. Tři tisíce let trvající přítomnost Řeků na egejském pobřeží Anatolie zaznamenala náhlý konec, i s politickou koncepcí Megali idea. Řecký spisovatel Dimitris Pentzopoulos napsal: „Není žádná nadsázka nazývat rok 1922 nejvíce katastrofálním rokem moderních helénských dějin.“

## Odpovědnost

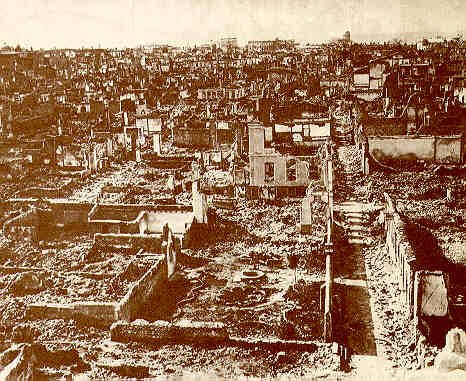
Pohled na město po požáru, 15. září 1922

Diskuze ohledně otázky odpovědnosti za založení velkého požáru Smyrny, stále pokračuje, přičemž turecké zdroje většinou připisují odpovědnost Řekům nebo Arménům a naopak.
Na téma požáru ve Smyrně byla publikována řada studií. Publikace Smyrna 1922 od profesorky literatury Marjorie Housepianové Dobkinové, pečlivě zdokumentovaná kronika událostí podle deníku New York Times, došla k závěru, že turecká armáda systematicky vypalovala město a zabíjela řecké a arménské křesťany. Její práce je založena na rozsáhlých výpovědích přeživších očitých svědků, které spojenecká vojska poslala do Smyrny během evakuace, zahraničních diplomatů, humanitárních pracovníků i tureckých očitých svědků. Ke stejnému závěru dospěla i studie historika Nialla Fergusona. Historik Richard Clogg kategoricky uvádí, že oheň založili Turci po dobytí města. Giles Milton ve svém díle Paradise Lost: Smyrna 1922 přistupuje k otázce požáru ve Smyrně na základě původních materiálů (rozhovorů, nepublikovaných dopisů a deníků) od levantských rodin ze Smyrny, které byly převážně britského původu. Veškeré dokumenty, které autor během tohoto výzkumu sesbíral, jsou uloženy v knihovně Univerzity v Exeteru. Závěr tohoto autora je, že oheň nezaložil nikdo jiný než turečtí vojáci a důstojníci, kteří s největší pravděpodobností jednali na základě přímých rozkazů. Britský vědec Michael Llewellyn-Smith, který psal o řecké správě v Malé Asii, také vyvozuje, že oheň byl „pravděpodobně zapálen“ Turky, jak ukazují, dle jeho formulace, „dostupné důkazy“.
Důkazy týkající se odpovědnosti za požár vyhodnotil i americký historik Norman Naimark. Souhlasí s názorem amerického poručíka Merrilla, že bylo v tureckém zájmu zastrašit ohněm Řeky, aby opustili Smyrnu, a poukazuje na „neobvyklý“ fakt, že turecká čtvrť byla ušetřena ohně, což svědčí ve prospěch turecké odpovědnosti. Upozorňuje však, že nemáme k tomu žádný „solidní a zásadní důkaz“ a že lze namítnout, že vypálení města bylo proti tureckým zájmům a nebylo nutné. Také tvrdí, že odpovědnost může ležet na Řecích a Arménech, neboť i oni „měli své dobré důvody“, přičemž odkazuje na „řeckou historii ústupů“ a „arménský útok v první den okupace“.
Horton a Housepianová jsou kritizováni Heathem Lowrym a Justinem McCarthym, kteří namítají, že Horton je značně předpojatý a Housepianová používá prameny mimořádně selektivním způsobem. Lowry a McCarthy jsou členy Institutu tureckých studií a jsou zase silně kritizováni jinými vědci za své popírání arménské genocidy a McCarthyho označil Michael Mann za stoupence „turecké strany debaty“. Hortona však řada jiných vědců kritizuje, že zaujímá anti-turecké postoje. Profesor Biray Kolluoğlu Kırlı obvinil Hortona, že má „hrubě explicitní“ anti-turecké předsudky, zatímco emeritní profesor Peter M. Buzanski ve své recenzi Hortonova díla připisuje Hortonův anti-turecký postoj jeho dobře známému „fanatickému“ filhelenismu a tomu, že má za manželku Řekyni. Profesor napsal: „Během tureckého dobytí Smyrny, na konci řecko-turecké války, se Horton zhroutil, odstoupil z diplomatických služeb a zbytek svého života strávil psaním proti-tureckých, pro-řeckých knih.“ Brian Coleman při recenzování charakterizoval Hortonovo dílo jako „démonizaci muslimů obecně a konkrétně Turků“ a konstatoval, že Horton nepsal jako historik, ale jako publicista.
Turecký spisovatel a žurnalista Falih Rifki Atay, který tou dobou pobýval ve Smyrně, a turecký profesor Biray Kolluoğlu Kırlı se shodli, že za zničení Smyrny v roce 1922 byla zodpovědná turecká armáda. V pozdější době řada nesoudobých vědců, historiků a politiků doplnila historii těchto událostí opětovným přezkoumáním soudobých zpráv a vyprávění. Leyla Neyziová ve své práci na téma ústně předávaných dějin týkajících se požáru činí rozdíl mezi pojednáním tureckých nacionalistů a vyprávěním místních lidí. Ve vyprávění místních lidí poukazuje na to, že tureckému vojsku je připisována zodpovědnost přinejmenším za to, že se nepokusilo požár účinně uhasit, a občas i odpovědnost za založení samotného požáru.
Jiné popisy jsou v rozporu s některými skutečnostmi prezentovanými ve výše uvedených dílech. Patří mezi ně například telegram odeslaný Mustafou Kemalem, články v soudobých novinách nebo krátký nesoudobý esej od Reşata Kasaby z Washingtonské univerzity, jenž dané události stručně popisuje, aniž by vznášel jasná obvinění.
Záznamy od židovských učitelů ve Smyrně, dopisy od Johannese Kolmodina (švédského orientalisty, který tou dobou pobýval ve Smyrně) a od Paula Greskoviche uvádějí, že za požár byli zodpovědní Řekové nebo Arméni. R. A. Weight uvedl, že „jeho klienti prokázali, že tento požár byl na počátku jen malý nahodilý oheň, ačkoli nakonec zničil velkou část města“.

## Oběti a uprchlíci

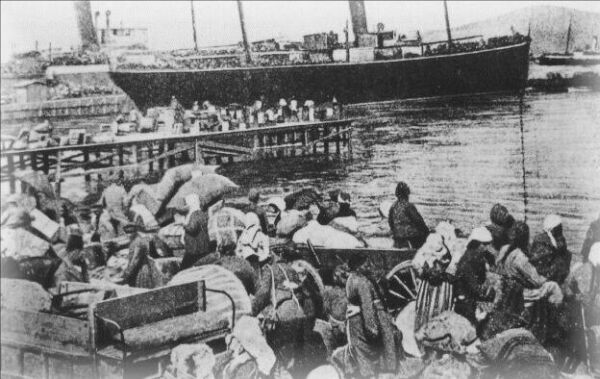
Uprchlíci

Počet obětí požáru není přesně známý, odhaduje se až na 100 000 zabitých Řeků a Arménů. Americký historik Norman Naimark udává počet 10 000–15 000 mrtvých, zatímco historik Richard Clogg udává počet 30 000. Vyšší odhad uvádějí John Freely, 50 000, a Rudolf Rummel, 100 000.
Pomoc obyvatelům města s využitím lodí řeckého námořnictva byla omezená, protože vypukla Revoluce 11. září 1922 a větší část řecké armády byla soustředěna na ostrovech Chios a Lesbos, kde plánovala svrhnutí roajalistické vlády Athén.
I když ve smyrenském přístavu kotvily četné lodě různých spojeneckých sil, velká většina z nich se odvolávala na „neutralitu“ a nebrala na palubu Řeky ani Armény, kteří byli nuceni uprchnout před ohněm a tureckými oddíly opětovně zabírajícími město po porážce řecké armády. Vojenské kapely vyhrávaly hlasitou hudbu, která přehlušovala výkřiky topících se lidí a nešťastníků, kterým bylo zabráněno ve vstupu na palubu spojeneckých lodí. Japonská nákladní loď vyházela do vody celý svůj náklad a nabrala tolik uprchlíků, kolik mohla, a odvezla je do řeckého přístavu Pireus.

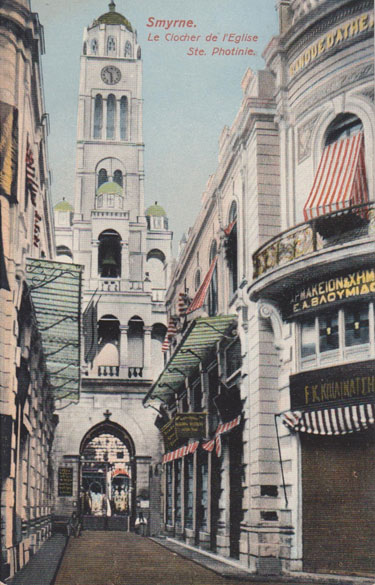
Zvonice řecké pravoslavné katedrály Svaté Fotini. Po požáru (15.–20. září) ji nechaly turecké úřady záměrně vyhodit do povětří dynamitem.

Mnoho uprchlíků zachránila improvizovaná flotila, kterou zorganizoval americký misionář Asa Jennings. Jiní vědci uvádějí odlišný popis událostí. Tvrdí, že Turci nejprve zakázali zahraničním lodím v přístavu, aby nabíraly přeživší, ale pod tlakem zejména Británie, Francie a Spojených států umožnili záchranu všech křesťanů kromě mužů ve věku 17 až 45 let. Turci měli v úmyslu deportovat posledně zmíněné do vnitrozemí, což „bylo považováno za odsouzení k otroctví s krátkou životností pod brutálními pány, ukončené záhadnou smrtí“.
Počet uprchlíků se liší v závislosti na zdroji. Některé soudobé noviny tvrdí, že řeckých a arménských uprchlíků ze Smyrny a okolní oblasti, kteří obdrželi pomoc od Červeného kříže ihned po zničení města, bylo 400 000. Stewart Matthew uvádí počet uprchlíků 250 000, kteří byli všichni netureckého původu. Naimark udává počet 150 000–200 000 evakuovaných řeckých uprchlíků. Edward Hale Bierstadt a Helen Davidsonová Creightonová uvádějí, že řeckých a arménských uprchlíků bylo nejméně 50 000. Stejný počet uvádějí i některé soudobé záznamy.
Počet řeckých a arménských mužů deportovaných do anatolského vnitrozemí a počet následně zemřelých se v jednotlivých pramenech liší. Naimark uvádí, že deportovaných Řeků a Arménů bylo 30 000, přičemž většina z nich v brutálních podmínkách zemřela. Dimitrije Đorđević udává počet deportovaných mužů 25 000 a počet mrtvých v pracovních praporech 10 000. David Abulafia uvádí, že minimálně 100 000 Řeků bylo násilně odesláno do vnitrozemí Anatolie, kde většina z nich zahynula.
Jedním z přeživších Řeků byl Aristotle Onassis, jenž se narodil ve Smyrně a jenž se později stal jedním z nejbohatších mužů světa. V různých jeho biografiích jsou zdokumentovány aspekty jeho zážitků během smyrenské pohromy. Jeho životní zkušenosti hrají důležitou roli i v televizním filmu nazvaném Onassis – nejbohatší muž světa (orig. Onassis, The Richest Man in the World).
Během smyrenské pohromy přišla rodina Onassisů o značnou část svého majetku, která byla buď zabavena nebo darována Turkům jako úplatek za zajištění bezpečí a svobody. Stali se z nich uprchlíci, kteří po velkém požáru uprchli do Řecka. Avšak Aristotle Onassis se zdržel, aby zachránil svého otce, jenž byl umístěn do tureckého koncentračního tábora. Otcův život se mu podařilo zachránit. V tomto období zemřeli tři jeho strýcové. Přišel i o tetu, jejího manžela, Chrysostoma Konialida, a jejich dceru, kteří uhořeli, když Turci zapálili kostel v Thyatiře, kam se uchýlilo na 500 křesťanů, aby unikli před tureckými vojáky a velkým požárem Smyrny.

## Následky
Celé město utrpělo značné škody v infrastruktuře. Střed města bylo nutné doslova vystavět znovu z popela. 40 hektarů dřívější oblasti požáru zabírá v dnešní době ohromný park s názvem Kültürpark, který slouží jako největší venkovní výstavní plocha v Turecku, jejíž součástí je mimo jiné i Izmirský mezinárodní veletrh.
Celkový počet obyvatel města činil v roce 1927 podle prvního poválečného sčítání lidu v Turecku 184 254, z toho 162 144 (88 %) bylo muslimů. Zbývající počet byl 22 110.

## V umění, hudbě a literatuře
- V písnni "Orders from the Dead" od Diamanda Galas s textem řecké novinářky Dido Sotiriou.
- Cestopisný článek Europe in the Looking Glass (Evropa v zrcadle; 1926) od Roberta Byrona obsahuje svědectví očitého svědka, který klade požár za vinu Turkům.[88]
- V povídce „On the Quai at Smyrna“ (Na přístavním molu ve Smyrně; 1930) vydané jako součást díla In Our Time (Za našich časů) od Ernesta Hemingwayee je zmínka o požáru Smyrny:

Bylo zvláštní, řekl, jak každou noc o půlnoci křičeli... Byli jsme v přístavu a oni byli na molu a o půlnoci začali křičet. My jsme pak na ně vždycky namířili reflektory, aby přestali. To vždycky zabralo.

- Román The Mask of Dimitrios (Dimitriova maska; 1939) od Erica Amblera na začátku 3. kapitoly podrobně popisuje události ve Smyrně.[90]
- Závěrečná část díla Sinai Tapestry (1977) od Edwarda Whittemorea se odehrává ve Smyrně během velkého požáru.[91]
- Část románu The Titan (Titán; 1985) od Freda Mustarda Stewarta se odehrává během velkého požáru Smyrny.[92]
- Dílo Blue Ribbons Bitter Bread[93] (Hořký chléb modrých stužek; 2000) od Susanny de Vries je popisem Smyrny a řeckých uprchlíků, kteří dopluli do Soluně.
- Román Middlesex (2002) od Američana Jeffreyho Eugenidese začíná velkým požárem Smyrny.[94]
- Tomuto tématu[95] se věnuje i dílo İzmir: 13 Eylül 1922 (Izmir: 13. září 1922) (2003?) od Mehmeta Corala.[96] Kniha vyšla i v řečtině ve vydavatelství Kedros, Athény/Řecko pod názvem: Πολλές ζωές στη Σμύρνη (Mnoho životů v Izmiru).[97]
- Album Defixiones: Will & Testament od řecko-americké písničkářky Diamandy Galás je přímo inspirováno tureckými zvěrstvy páchanými na řeckém obyvatelstvu ve Smyrně. Galásová pochází z rodiny, která má svůj původ ve Smyrně.[98]
- Část románu Birds Without Wings (Ptáci bez křídel; 2004) od Louise De Bernierese se odehrává během velkého požáru Smyrny.[99]
- Román The Maze (Bludiště) z roku 2004 od Panose Karnezise se věnuje historickým událostem včetně požáru ve Smyrně.[100]
- „Smyrna: The Destruction of a Cosmopolitan City – 1900–1922“ (Smyrna: zkáza kosmopolitního města – 1900–1922), dokumentární film z roku 2012 od Marie Ilioú.[95]
- V díle The Scars He Carried, A Daughter Confronts The Armenian Genocide and Tells Her Father's Story (2014) od Ellen Sarkisian Chestnutové je vyprávěn osobní popis požáru ve Smyrně od Deliho Sarkise Sarkisiana.[97]